# Guitar Hero: Warriors of Rock
Guitar Hero: Warriors of Rock, anteriormente llamada Guitar Hero 6: Warriors of Rock, es la sexta entrega de la serie Guitar Hero para PlayStation 3, Wii, y Xbox 360. Este es el primer juego de Guitar Hero que no está disponible para PlayStation 2 debido a las bajas ventas que obtuvieron sus antecesores para dicha consola. El juego salió el 24 de septiembre en Europa y el 28 de septiembre en América (2010). Debido al exceso de juegos y sus pocas ventas en el 2009, Activision, los publicadores de Guitar Hero: Warriors of Rock disolvieron RedOctane y la división dedicada a Guitar Hero de Neversoft; por lo que Guitar Hero: Warriors of Rock es el último juego de la serie hecho por Neversoft (los que empezaron con Guitar Hero III: Legends of Rock), lo que no significa el final de la franquicia.

## Quest Mode
El Quest Mode es el nuevo modo de "carrera" narrado por el bajista de Kiss Gene Simmons en este modo, los jugadores intentan completar canciones y los retos para avanzar en la historia, está ligeramente basada en "2112" de Rush, cuando el jugador encuentra la Guitarra del Semidiós del Rock, la usa contra la Bestia. Estas partes serán narradas por los miembros de la banda Rush, Geddy Lee y Alex Lifeson usando partes del disco.
La historia consiste en que los jugadores de la banda deben salvar al Semidiós del Rock y recuperar su Guitarra: el Semidiós debe ser liberado de su prisión, ya que perdió la batalla contra La Bestia. 
Al final, al liberarlo, los jugadores tocarán las canciones de Megadeth mientras el dios del Rock lucha contra La Bestia en una épica batalla que termina con "Sudden Death".

## Nuevas propiedades
Todos los personajes tienen un "Alter-Ego" con habilidades especiales: por ejemplo, el personaje Lars Umlaut consigue que el máximo multiplicador en vez de x4 sea x5. Cada personaje tiene una habilidad concreta por lo que al final el jugador deberá escoger el mejor combo de poderes. Otro ejemplo: Axel Steel se convierte en una momia que cada determinado tiempo, si el jugador no ha muerto, acumula sarcófagos que sirven para devolver la vida al personaje en caso de morir, pero cada resurrección costará una estrella. El nuevo máximo de estrellas es 40.
Además el juego incluye una barra que dice cuanto le falta a la canción para terminar.
Todo el contenido descargable de Guitar Hero 5/Band Hero y Guitar Hero World Tour es compatible con Guitar Hero 6.
puedes descargar imágenes de otros 
GH
Quickplay+
Con esta versión hay 13 retos diferentes para cada canción. Es similar al modo Carrera de Guitar Hero 5. Con este modo de juego pueden obtenerse un total de 40 estrellas, SI guarda puntuaciones y existe la posibilidad de utilizar "Alter-Egos", un avance con respecto al Quest mode que carece de puntuaciones o del quickplay en la que no pueden utilizarse alter ego.
Questmode
En Quest Mode obligan a los jugadores a acumular estrellas, una vez que se hayan juntado las estrellas necesarias , el personaje se transformara en un guerrero del rock y le darán una canción de bonificación que ha de tocar, ya con el nuevo personaje se continua el juego.

## Lista de canciones
Warriors of Rock tiene 91 canciones en el disco. La banda sonora está basada en Guitar Hero III: Legends of Rock por lo que está lleno de clásicos y géneros tales como "punk, rock alternativo, metal y rock clásico", las canciones fueron seleccionadas para el nuevo "Modo Quest". Se regrabaron dos canciones: Alice Cooper regrabó "No More Mr. Nice Guy" y The Runaways regrabaron "Cherry Bomb", solo para Warriors of Rock. la banda metal Megadeth tiene 3 canciones en el juego, las cuales el jugador toca en la Batalla Final contra La Bestia, sin embargo, "Sudden Death" se hizo exclusivamente para Warriors of Rock para que fuera la canción más difícil del juego.
El juego contiene el tema "2112" de Rush completo, "The Feel Good Drag" de Anberlin, "Nemesis" de Arch Enemy, "How You Remind Me" de Nickelback, "Uprising" de Muse, "Psychosocial" de Slipknot, "Money For Nothing" de Dire Straits y "Tick Tick Boom" de The Hives entre otros.
| Canción                                | Artista                       |
| -------------------------------------- | ----------------------------- |
| "2112 Pt. 1 – Overture"                | Rush                          |
| "2112 Pt. 2 – The Temples of Syrinx"   | Rush                          |
| "2112 Pt. 3 – Discovery"               | Rush                          |
| "2112 Pt. 4 – Presentation"            | Rush                          |
| "2112 Pt. 5 – Oracle: The Dream"       | Rush                          |
| "2112 Pt. 6 – Soliloquy"               | Rush                          |
| "2112 Pt. 7 – Grand Finale"            | Rush                          |
| "Again"                                | Flyleaf                       |
| "Aqualung"                             | Jethro Tull                   |
| "Bat Country"                          | Avenged Sevenfold             |
| "Been Caught Stealing"                 | Jane's Addiction              |
| "Black Rain"                           | Soundgarden                   |
| "Black Widow of La Porte"              | John 5 featuring Jim Root     |
| "Bleed It Out"                         | Linkin Park                   |
| "Bloodlines"                           | Dethklok                      |
| "Bodies"                               | Drowning Pool                 |
| "Bohemian Rhapsody"                    | Queen                         |
| "Burn"                                 | Deep Purple                   |
| "Burnin' for You"                      | Blue Öyster Cult              |
| "Call Me the Breeze" (Live)            | Lynyrd Skynyrd                |
| "Calling"                              | Strung Out                    |
| "Chemical Warfare"                     | Slayer                        |
| "Cherry Bomb"                          | The Runaways                  |
| "Children of the Grave"                | Black Sabbath                 |
| "Cryin'"                               | Aerosmith                     |
| "Dance, Dance"                         | Fall Out Boy                  |
| "Dancing Through Sunday"               | AFI                           |
| "Deadfall"                             | Snot                          |
| "Fascination Street"                   | The Cure                      |
| "The Feel Good Drag"                   | Anberlin                      |
| "Feels Like the First Time"            | Foreigner                     |
| "Fortunate Son"                        | Creedence Clearwater Revival  |
| "Free Ride"                            | Edgar Winter                  |
| "Fury of the Storm"                    | DragonForce                   |
| "Get Free"                             | The Vines                     |
| "Ghost"                                | Slash featuring Ian Astbury   |
| "Graduate"                             | Third Eye Blind               |
| "Hard to See"                          | Five Finger Death Punch       |
| "Holy Wars... The Punishment Due"      | Megadeth                      |
| "How You Remind Me"                    | Nickelback                    |
| "I Know What I Am"                     | Band of Skulls                |
| "I'm Broken"                           | Pantera                       |
| "I'm Not Okay (I Promise)"             | My Chemical Romance           |
| "If You Want Peace... Prepare for War" | Children of Bodom             |
| "Indians"                              | Anthrax                       |
| "Interstate Love Song"                 | Stone Temple Pilots           |
| "It's Only Another Parsec..."          | RX Bandits                    |
| "Jet City Woman"                       | Queensrÿche                   |
| "Lasso"                                | Phoenix                       |
| "Listen to Her Heart"                  | Tom Petty & the Heartbreakers |
| "Losing My Religion"                   | R.E.M.                        |
| "Love Gun"                             | Kiss                          |
| "Lunatic Fringe"                       | Red Rider                     |
| "Machinehead"                          | Bush                          |
| "Modern Day Cowboy"                    | Tesla                         |
| "Money for Nothing" (sencillo versión) | Dire Straits                  |
| "Motivation"                           | Sum 41                        |
| "Move It On Over" (Live)               | George Thorogood              |
| "Nemesis"                              | Arch Enemy                    |
| "No More Mr. Nice Guy"                 | Alice Cooper                  |
| "No Way Back"                          | Foo Fighters                  |
| "The Outsider"                         | A Perfect Circle              |
| "Paranoid" (Live)                      | Metallica & Ozzy Osbourne     |
| "Pour Some Sugar on Me" (Live)         | Def Leppard                   |
| "Psychosocial"                         | Slipknot                      |
| "Ravenous"                             | Atreyu                        |
| "Re-Ignition" (Live)                   | Bad Brains                    |
| "Renegade"                             | Styx                          |
| "(You Can Still) Rock in America"      | Night Ranger                  |
| "Rockin' in the Free World"            | Neil Young                    |
| "Savior"                               | Rise Against                  |
| "Scumbag Blues"                        | Them Crooked Vultures         |
| "Self Esteem"                          | The Offspring                 |
| "Setting Fire to Sleeping Giants"      | The Dillinger Escape Plan     |
| "Seven Nation Army"                    | The White Stripes             |
| "Sharp Dressed Man" (Live)             | ZZ Top                        |
| "Slow Hands"                           | Interpol                      |
| "Speeding"                             | Steve Vai                     |
| "Stray Cat Blues"                      | The Rolling Stones            |
| "Sudden Death"                         | Megadeth                      |
| "Suffocated"                           | Orianthi                      |
| "Theme from Spider-Man"                | Ramones                       |
| "There's No Secrets This Year"         | Silversun Pickups             |
| "This Day We Fight!"                   | Megadeth                      |
| "Tick Tick Boom"                       | The Hives                     |
| "Ties That Bind"                       | Alter Bridge                  |
| "Tones of Home"                        | Blind Melon                   |
| "Unskinny Bop"                         | Poison                        |
| "Uprising"                             | Muse                          |
| "Waidmanns Heil"                       | Rammstein                     |
| "We're Not Gonna Take It"              | Twisted Sister                |
| "What Do I Get?"                       | Buzzcocks                     |
| "Wish"                                 | Nine Inch Nails               |

## Contenido descargable
Los usuarios podían descargar canciones exclusivamente para Guitar Hero Warriors Of Rock desde las tiendas en línea de cada una de sus consolas, la mayoría de las canciones cuestan 160 MSP/$2.00/200 Wii Points. Pero varían dependiendo del pack o los álbumes completos que compren.
Lamentablemente el contenido descargable dejó de estar disponible desde abril de 2014.
| Año  | Título                         | Artista                               | Nombre del paquete                       | Género       | Fecha de lanzamiento     |
| ---- | ------------------------------ | ------------------------------------- | ---------------------------------------- | ------------ | ------------------------ |
| 1987 | "Hunted Down"                  | Soundgarden                           | Telephantasm                             | Grunge       | 28 de septiembre de 2010 |
| 1989 | "Hands All Over"               | Soundgarden                           | Telephantasm                             | Grunge       | 28 de septiembre de 2010 |
| 1991 | "Outshined"                    | Soundgarden                           | Telephantasm                             | Grunge       | 28 de septiembre de 2010 |
| 1992 | "Rusty Cage"                   | Soundgarden                           | Telephantasm                             | Grunge       | 28 de septiembre de 2010 |
| 1992 | "Birth Ritual"                 | Soundgarden                           | Telephantasm                             | Grunge       | 28 de septiembre de 2010 |
| 1994 | "Black Hole Sun"               | Soundgarden                           | Telephantasm                             | Grunge       | 28 de septiembre de 2010 |
| 1994 | "Spoonman"                     | Soundgarden                           | Telephantasm                             | Grunge       | 28 de septiembre de 2010 |
| 1994 | "My Wave"                      | Soundgarden                           | Telephantasm                             | Grunge       | 28 de septiembre de 2010 |
| 1995 | "Fell on Black Days"           | Soundgarden                           | Telephantasm                             | Grunge       | 28 de septiembre de 2010 |
| 1996 | "Burden in My Hand"            | Soundgarden                           | Telephantasm                             | Grunge       | 28 de septiembre de 2010 |
| 1996 | "Blow Up the Outside World"    | Soundgarden                           | Telephantasm                             | Grunge       | 28 de septiembre de 2010 |
| 2010 | "The Infection"                | Disturbed                             | Rocktober Track Pack                     | Rock         | 12 de octubre de 2010    |
| 2010 | "Na Na Na"                     | My Chemical Romance                   | Rocktober Track Pack                     | Rock         | 12 de octubre de 2010    |
| 2009 | "Resistance"                   | Muse                                  | Rocktober Track Pack                     | Rock         | 12 de octubre de 2010    |
| 2010 | "Blackout"                     | Linkin Park                           | A Thousand Suns                          | Modern rock  | 19 de octubre de 2010    |
| 2010 | "Burning in the Skies"         | Linkin Park                           | A Thousand Suns                          | Modern rock  | 19 de octubre de 2010    |
| 2010 | "The Catalyst"                 | Linkin Park                           | A Thousand Suns                          | Modern rock  | 19 de octubre de 2010    |
| 2010 | "The Messenger"                | Linkin Park                           | A Thousand Suns                          | Modern rock  | 19 de octubre de 2010    |
| 2010 | "Waiting for the End"          | Linkin Park                           | A Thousand Suns                          | Modern rock  | 19 de octubre de 2010    |
| 2010 | "Wretches and Kings"           | Linkin Park                           | A Thousand Suns                          | Modern rock  | 19 de octubre de 2010    |
| 1975 | "Hot Patootie – Bless My Soul" | Meat Loaf                             | The Rocky Horror Picture Show Track Pack | Rock         | 26 de octubre de 2010    |
| 1975 | "Sweet Transvestite"           | Tim Curry                             | The Rocky Horror Picture Show Track Pack | Rock         | 26 de octubre de 2010    |
| 1975 | "Time Warp"                    | Little Nell                           | The Rocky Horror Picture Show Track Pack | Rock         | 26 de octubre de 2010    |
| 1981 | "Tom Sawyer"                   | Rush                                  | Guitar Hero Warriors of Rock Pack 01     | Prog rock    | 9 de noviembre de 2010   |
| 1981 | "Red Barchetta"                | Rush                                  | Guitar Hero Warriors of Rock Pack 01     | Prog rock    | 9 de noviembre de 2010   |
| 1981 | "Limelight"                    | Rush                                  | Guitar Hero Warriors of Rock Pack 01     | Prog rock    | 9 de noviembre de 2010   |
| 1989 | "Love Song"                    | Tesla                                 | Guitar Hero Warriors of Rock Pack 01     | Classic rock | 9 de noviembre de 2010   |
| 1989 | "Poison"                       | Alice Cooper                          | Guitar Hero Warriors of Rock Pack 01     | Classic rock | 9 de noviembre de 2010   |
| 1973 | "Elected"                      | Alice Cooper                          | Guitar Hero Warriors of Rock Pack 01     | Classic rock | 9 de noviembre de 2010   |
| 2010 | "We're All Gonna Die"          | Slash (con Iggy Pop)                  | Guitar Hero Warriors of Rock Pack 01     | Hard rock    | 9 de noviembre de 2010   |
| 2010 | "Nothing to Say"               | Slash (& M. Shadows)                  | Guitar Hero Warriors of Rock Pack 01     | Hard rock    | 9 de noviembre de 2010   |
| 2010 | "Watch This"                   | Slash (con Dave Grohl & Duff McKagan) | Guitar Hero Warriors of Rock Pack 01     | Hard rock    | 9 de noviembre de 2010   |
| 1986 | "Talk Dirty To Me"             | Poison                                | Guitar Hero Warriors of Rock Pack 01     | Glam rock    | 9 de noviembre de 2010   |
| 2006 | "Teenagers"                    | My Chemical Romance                   | My Chemical Romance Track Pack           | Pop Punk     | 23 de noviembre de 2010  |
| 2010 | "Bulletproof Heart"            | My Chemical Romance                   | My Chemical Romance Track Pack           | Pop Punk     | 23 de noviembre de 2010  |
| 2006 | "Welcome to the Black Parade"  | My Chemical Romance                   | My Chemical Romance Track Pack           | Pop Punk     | 23 de noviembre de 2010  |
| 2004 | "Helena"                       | My Chemical Romance                   | My Chemical Romance Track Pack           | Pop Punk     | 23 de noviembre de 2010  |
| TBA  | "Greed"                        | The Mercy House                       | Sencillo                                 | TBA          | 2011                     |

1. 1 2 3 4 5 6 7 8 9 10 11 12 13 14 15 16 17 18 19 20 21 22 23  Canción con Expert+ para Bateristas.
2. 1 2 3 4 5 6 7 8 9 10 11  Originalmente solo disponible como un álbum completo, pero todas las canciones de Telephantasm pueden ser compradas individualmente Desde el 26 de Octubre.
3. 1 2 3  Gratis sólo para usuarios Xbox 360, después disponible para otras consolas con precio completo.
4. 1 2  No contiene bajo, bateria o vocales